# Toulinguet (Terre-Neuve)
Les îles Toulinguet (en anglais : Twillingate Islands) sont un ensemble d'îles situées au nord de l'île de Terre-Neuve dans la baie Notre-Dame.

## Géographie
Les îles Toulinguet sont situées dans la baie Notre-Dame, à l'ouest de l'île Fogo et à l'est de la baie des Exploits. Cet ensemble est essentiellement composé de deux îles, l'île du Nord et l'île du Sud, séparées par un chenal naturel. La principale localité est Twillingate, anglicisation du nom Toulinguet, qui est située de part et d'autre de ce chenal par un pont qui relie les deux îles.
La principale route conduisant au centre-ville de Twillingate porte le nom de Toulinguet Road.

## Histoire
Le nom de Toulinguet fut donné par les marins-pêcheurs bretons, lors des campagnes de pêches à la morue et aux baleines, en raison du paysage de ce littoral qui leur rappelait celui de la pointe du Toulinguet en Bretagne.